# Julodis whitehillii
Julodis whitehillii es una especie de escarabajo del género Julodis, familia Buprestidae. Fue descrita científicamente por Gray en 1832.